# Marc Overmars
Marc Overmars (wym. /ˈmɑrk ˈoʊ̯.vər.mɑrs/; ur. 29 marca 1973 w Emst) – holenderski piłkarz, grający na pozycji pomocnika, reprezentant kraju.
Jeden z najlepszych prawonożnych lewoskrzydłowych w historii piłki nożnej. Imponował niezwykłą szybkością, nienaganną techniką i żelaznymi płucami, ponieważ przez 90 minut stale mógł biegać, ze względu na co zyskła przydomki Roadrunner i Mepp-meep. Wychowanek Go Ahead Eagles, zawodnik Willem II Tilburg, Ajaxu Amsterdam (trzykrotny mistrz Holandii, zdobywca Pucharu Holandii, Superpucharu Holandii, Ligi Mistrzów, Pucharu Interkontynentalnego), angielskiego Arsenalu Londyn (mistrz Anglii, zdobywca Pucharu Anglii, Tarczy Wspólnoty) oraz hiszpańskiej FC Barcelony.

## Kariera

### Początki
Marc Overmars rozpoczął karierę w małym klubie lokalnym SV Epe, a następnie w sezonie 1990/1991 reprezentował barwy profesjonalnego klubu ligi Eerste divisie – Go Ahead Eagles. Po sezonie młodym skrzydłowym zainteresowali się działacze klubu ligi Eredivisie – Willem II Tilburg i odkupili go od jego klubu za sumę 200 000 guldenów holenderskich. W sezonie 1991/1992 rozegrał 31 meczów, w których zdobył 1 gola.

### Ajax Amsterdam
Po sezonie 1991/1992 talent błyskotliwego, prawonożnego zawodnika dostrzegli działacze wielkiego Ajaxu Amsterdam, z którym Overmars podpisał kontrakt i od razu stał się jednym z kluczowych zawodników drużyny prowadzonej przez Louisa van Gaala oraz w tym samym roku zdobył tytuł Talentu Roku w Holandii. Zdobył z tym klubem trzykrotne mistrzostwo Holandii (1994, 1995, 1996), zajął 3. miejsce w Eredivisie 1992/1993, Puchar oraz Superpuchar Holandii w sezonie 1992/1993, a także został nagrodzony Złotymi Butami. 24 maja 1995 roku po zdobył Ligę Mistrzów 1995 po wygranej 1:0 z AC Milanem w meczu finałowym rozegranym na Ernst-Happel-Stadion w Wiedniu oraz Puchar Interkontynentalny. Wkrótce doznał bardzo groźnej kontuzji kolana, która powstrzymała jego szybką karierę, a także wykluczyła go z udziału w finale Ligi Mistrzów 1995/1996, w którym jego zespół przegrał w serii rzutów karnych 4:2 z włoskim Juventusem Turyn (1:1 po dogrywce) na Stadio Olimpico w Rzymie oraz mistrzostwa Europy w Anglii. Po powrocie na boisko ponownie stał się kluczowym zawodnikiem Ajaxu Amsterdam (Piłkarz Roku Ajaxu Amsterdam 1996).

### Arsenal
Po sezonie 1996/1997 przeniósł się do angielskiego Arsenalu Londyn, z którym w sezonie 1997/1998 zdobył krajowy dublet – mistrzostwo oraz Puchar Anglii (wygrana 1:0 z Manchesterem United po bramce Overmarsa), potem zdobył dwukrotnie Tarczę Wspólnoty (1998, 1999) oraz wicemistrzostwo Anglii (1999, 2000).

### FC Barcelona
Po sezonie 1999/2000 Overmars za sumę 25 000 000 funtów brytyjskich (39 000 000 euro) przeniósł się do hiszpańskiej FC Barcelony, stając się tym samym wówczas najdroższym holenderskim zawodnikiem w historii. Był to zarazem pierwszy transfer ogłoszony na prywatnej stronie internetowej zawodnika. Dumę Katalonii reprezentował do 2004 roku i niestety nie wygrał z drużyną żadnego trofeum. W sezonie 2000/2001 mimo początkowego trudnego okresu Overmars nadal był w świetnej formie i w całym sezonie rozegrał 31 meczów ligowych, w których strzelił 8 goli. W następnych sezonach pozycja Overmarsa w klubie zaczęła słabnąć.
W 2003 roku po objęciu Dumy Katalonii przez byłego kolegę Overmarsa z Ajaxu Amsterdam i reprezentacji Holandii – Franka Rijkaarda pozycja Overmarsa w klubie osłabła. W sezonie 2003/2004 rozegrał 20 meczów ligowych, w których strzelił 1 gola, a z drużyną zdobył wicemistrzostwo Hiszpanii.

### Koniec kariery i powrót na boisko
26 czerwca 2004 roku z powodu kontuzji kolana za radą lekarzy Marc Overmars w wieku zaledwie 31 lat ogłosił przedwczesne zakończenie kariery piłkarskiej.
11 sierpnia 2008 roku Marc Overmars ogłosił powrót na boisko zapowiadając, że do końca sezonu 2008/2009 będzie występował w klubie ligi Eerste divisie – Go Ahead Eagles, w którym był dyrektorem technicznym oraz rozpoczynał zawodową karierę

## Kariera reprezentacyjna
Marc Overmars w reprezentacji Holandii w latach 1993–2004 rozegrał 86 meczów, w których strzelił 17 goli. Debiut zaliczył 24 lutego 1993 roku w wygranym 3:1 wyjazdowym meczu eliminacyjnym do mistrzostw świata 1994 przeciwko reprezentacji Turcji, rozegranym na stadionie Galgenwaard w Ultrechcie, w którym Overmars zdobył swojego pierwszego gola dla Pomarańczowych.

### Mundial 1994
Marc Overmars wystąpił z reprezentacją Holandii na mistrzostwach świata 1994 w Stanach Zjednoczonych, na których Pomarańczowi dotarli do ćwierćfinału, w którym przegrali 2:3 z późniejszym triumfatorem tego turnieju – reprezentacją Brazylii, a Overmars dostał Nagrodę Najlepszego Młodego Zawodnika turnieju.

### Mundial 1998
Marc Overmars z powodu kontuzji kolana nie wystąpił na mistrzostwach Europy 1996 w Anglii, jednak na mistrzostwach świata 1998 we Francji ponownie był podstawowym zawodnikiem Pomarańczowych, na których turniej zakończyli na 4. miejscu. Overmars nie mógł uznać tego turnieju do końca za udany, ponieważ w wygranym 2:1 meczu z reprezentacją Jugosławii w ramach 1/8 finału doznał kontuzji, która wywołała absencję w podstawowym składzie na mecz ćwierćfinałowy z reprezentacją Argentyny. Overmars wszedł na boisko z ławki rezerwowych i błyskawicznie przeprowadził fenomenalny cross, który dał gola jego drużynie i zarazem awans do półfinału po zwycięstwie 2:1. Następnie znów doznał urazu i nie mógł wystąpić w meczu półfinałowym przeciwko obrońcy tytułu – reprezentacji Brazylii, który zakończył się zwycięstwem Canarinhos po serii rzutów karnych (1:1, pd. 1:1, k. 4:2). W meczu o 3. miejsce Overmars znów pojawił się na boisku, jednak Pomarańczowi przegrali 1:2 z reprezentacją Chorwacji.

### Po mistrzostwach świata
Marc Overmars wystąpił również na mistrzostwach Europy 2000 rozegranych w Belgii i Holandii, na których Pomarańczowi dotarli do półfinału, w którym przegrali z reprezentacją Włoch po serii rzutów karnych (0:0, pd. 0:0, k. 3:1). Potem Pomarańczowi nie awansowali na mistrzostwa świata 2002 w Korei Południowej i Japonii, co uznano w środowisku piłkarskim za sensację. W 2002 roku po wygranym 1:0 meczu towarzyskim z reprezentacją Hiszpanii rozegranym na stadionie Feijenoord w Rotterdamie Overmars zrezygnował z dalszych występów w reprezentacji Holandii, jednakże w 2003 roku powrócił do drużyny Pomarańczowych na mecz towarzyski z reprezentacją Portugalii rozegrany na Philips Stadion w Eindhoven, który zakończył się remisem 1:1.

### Euro 2004
Ostatnim wielkim turniejem w karierze Overmarsa były mistrzostwa Europy 2004 w Portugalii. Overmars wystąpił wówczas we wszystkich spotkaniach Pomarańczowych w podstawowym składzie, a drużyna prowadzona przez selekcjonera Dicka Advocaata grała tam bardzo ofensywną i ładną dla oka piłkę, co uczyniło ją jednym z kandydatów do triumfu. Niestety Pomarańczowi zakończyli turniej w półfinale, w którym przegrali 2:1 z gospodarzami turnieju – reprezentacją Portugalii. To był ostatni mecz Overmarsa dla Pomarańczowych.

## Statystyki

### Klubowe
| Klub               | Sezon              | Liga               | Liga  | Liga   | Puchar krajowy | Puchar krajowy | Puchar międzynarodowy | Puchar międzynarodowy | Łącznie | Łącznie |
| Klub               | Sezon              | Liga               | Mecze | Bramki | Mecze          | Bramki         | Mecze                 | Bramki                | Mecze   | Bramki  |
| ------------------ | ------------------ | ------------------ | ----- | ------ | -------------- | -------------- | --------------------- | --------------------- | ------- | ------- |
| Go Ahead Eagles    | 1990/1991          | Eerste Divisie     | 11    | 1      | 0              | 0              | 0                     | 0                     | 11      | 1       |
| Łącznie            | Łącznie            | Łącznie            | 11    | 1      | 0              | 0              | 0                     | 0                     | 11      | 1       |
| Willem II Tilburg  | 1991/1992          | Eredivisie         | 31    | 1      | 0              | 0              | 0                     | 0                     | 31      | 1       |
| Łącznie            | Łącznie            | Łącznie            | 31    | 1      | 0              | 0              | 0                     | 0                     | 31      | 1       |
| Ajax Amsterdam     | 1992/1993          | Eredivisie         | 34    | 3      | 5              | 4              | 8                     | 1                     | 47      | 8       |
| Ajax Amsterdam     | 1993/1994          | Eredivisie         | 34    | 12     | 4              | 0              | 5                     | 0                     | 43      | 12      |
| Ajax Amsterdam     | 1994/1995          | Eredivisie         | 28    | 8      | 3              | 0              | 11                    | 1                     | 42      | 9       |
| Ajax Amsterdam     | 1995/1996          | Eredivisie         | 15    | 11     | 0              | 0              | 6                     | 2                     | 21      | 13      |
| Ajax Amsterdam     | 1996/1997          | Eredivisie         | 25    | 2      | 1              | 0              | 10                    | 0                     | 36      | 2       |
| Łącznie            | Łącznie            | Łącznie            | 136   | 36     | 13             | 4              | 40                    | 4                     | 189     | 44      |
| Arsenal            | 1997/1998          | Premier League     | 32    | 12     | 12             | 4              | 2                     | 0                     | 46      | 16      |
| Arsenal            | 1998/1999          | Premier League     | 37    | 6      | 7              | 5              | 4                     | 1                     | 48      | 12      |
| Arsenal            | 1999/2000          | Premier League     | 31    | 7      | 2              | 1              | 14                    | 5                     | 47      | 13      |
| Łącznie            | Łącznie            | Łącznie            | 100   | 25     | 21             | 10             | 20                    | 6                     | 141     | 41      |
| FC Barcelona       | 2000/2001          | Primera División   | 31    | 8      | 5              | 0              | 10                    | 0                     | 46      | 8       |
| FC Barcelona       | 2001/2002          | Primera División   | 20    | 0      | 1              | 0              | 11                    | 1                     | 32      | 1       |
| FC Barcelona       | 2002/2003          | Primera División   | 26    | 6      | 0              | 0              | 6                     | 1                     | 32      | 7       |
| FC Barcelona       | 2003/2004          | Primera División   | 20    | 1      | 3              | 2              | 8                     | 0                     | 31      | 3       |
| Łącznie            | Łącznie            | Łącznie            | 97    | 15     | 9              | 2              | 35                    | 2                     | 141     | 19      |
| Go Ahead Eagles    | 2008/2009          | Eerste Divisie     | 24    | 0      | 0              | 0              | 0                     | 0                     | 24      | 0       |
| Łącznie            | Łącznie            | Łącznie            | 24    | 0      | 0              | 0              | 0                     | 0                     | 24      | 0       |
| Łącznie w karierze | Łącznie w karierze | Łącznie w karierze | 399   | 78     | 43             | 15             | 95                    | 12                    | 537     | 106     |

### Reprezentacyjne
| Reprezentacja | Rok     | Mecze | Bramki |
| ------------- | ------- | ----- | ------ |
| Holandia      |         |       |        |
| 1993          | 7       | 1     |        |
| 1994          | 14      | 1     |        |
| 1995          | 8       | 4     |        |
| 1996          | 2       | 0     |        |
| 1997          | 4       | 0     |        |
| 1998          | 14      | 4     |        |
| 1999          | 3       | 0     |        |
| 2000          | 10      | 4     |        |
| 2001          | 8       | 1     |        |
| 2002          | 2       | 0     |        |
| 2003          | 8       | 1     |        |
| 2004          | 6       | 1     |        |
| Łącznie       | Łącznie | 86    | 17     |

### Gole w reprezentacji
| Lp. | Data       | Stadion                                 | Przeciwnik          | Wynik | Turniej           |
| --- | ---------- | --------------------------------------- | ------------------- | ----- | ----------------- |
| 1.  | 24.02.1993 | Stadion Galgenwaard, Utrecht            | Turcja              | 3:1   | El. Mundialu 1994 |
| 2.  | 12.06.1994 | Varsity Stadium, Toronto                | Kanada              | 3:0   | Towarzyski        |
| 3.  | 11.10.1995 | Ta'Qali Stadium, Ta'Qali                | Malta               | 4:0   | El. Euro 1996     |
| 4.  | 11.10.1995 | Ta'Qali Stadium, Ta'Qali                | Malta               | 4:0   | El. Euro 1996     |
| 5.  | 11.10.1995 | Ta'Qali Stadium, Ta'Qali                | Malta               | 4:0   | El. Euro 1996     |
| 6.  | 15.11.1995 | Stadion Feijenoord, Rotterdam           | Norwegia            | 3:1   | El. Euro 1996     |
| 7.  | 01.06.1998 | Philips Stadion, Eindhoven              | Paragwaj            | 5:1   | Towarzyski        |
| 8.  | 01.06.1998 | Philips Stadion, Eindhoven              | Paragwaj            | 5:1   | Towarzyski        |
| 9.  | 05.06.1998 | Amsterdam Arena, Amsterdam              | Nigeria             | 5:1   | Towarzyski        |
| 10. | 20.06.1998 | Stade Vélodrome, Marsylia               | Korea Południowa    | 5:0   | Mundial 1998      |
| 11. | 27.05.2000 | Amsterdam Arena, Amsterdam              | Rumunia             | 2:1   | Towarzyski        |
| 12. | 25.06.2000 | Stadion Feijenoord, Rotterdam           | Serbia i Czarnogóra | 6:1   | Euro 2000         |
| 13. | 25.06.2000 | Stadion Feijenoord, Rotterdam           | Serbia i Czarnogóra | 6:1   | Euro 2000         |
| 14. | 07.10.2000 | Stadion GSP, Nikozja                    | Cypr                | 4:0   | El. Mundialu 2002 |
| 15. | 25.04.2001 | Philips Stadion, Eindhoven              | Cypr                | 4:0   | El. Mundialu 2002 |
| 16. | 07.06.2003 | Stadion Dynama Mińsk, Mińsk             | Białoruś            | 2:0   | El. Euro 2004     |
| 17. | 01.06.2004 | Stade Olympique de la Pontaise, Lozanna | Wyspy Owcze         | 3:0   | Towarzyski        |

## Sukcesy

### Zawodnicze
Ajax Amsterdam
- Mistrzostwo Holandii: 1994, 1995, 1996
- 3. miejsce w Eredivisie: 1993
- Puchar Holandii: 1993
- Superpuchar Holandii: 1993
- Liga Mistrzów: 1995
- Finał Ligi Mistrzów: 1996
- Puchar Interkontynentalny: 1995

Arsenal
- Mistrzostwo Anglii: 1998
- Wicemistrzostwo Anglii: 1999, 2000
- Puchar Anglii: 1998
- Tarcza Wspólnoty: 1998, 1999

FC Barcelona
- Wicemistrzostwo Hiszpanii: 2004

Reprezentacyjne
- 4. miejsce na mistrzostwach świata: 1998
- Półfinał mistrzostw Europy: 2000, 2004

### Indywidualne
- Talent Roku w Holandii: 1992
- Złote Buty w Holandii:1993
- Najlepszy Młody Zawodnik Mundialu: 1994
- Piłkarz Roku Ajaxu Amsterdam: 1996